# 브랜트 도허티
브랜트 도허티(Brant Daugherty, 1985년 8월 20일 ~ )는 미국의 배우이다.

## 출연 작품

### 영화
- 스타빙 게임 - 데일 역
- 50가지 그림자: 해방 - 소이어 역

### 텔레비전
- 프리티 리틀 라이어스
- 우리 생애 나날들
- 아미 와이브즈
- 댄싱 위드 더 스타 (미국의 텔레비전 프로그램)
- 성질 죽이기 (드라마)
- 친애하는 백인 여러분